# Salix gordejevii
Salix gordejevii là một loài thực vật có hoa trong họ Liễu. Loài này được Y.L. Chang & Skvortsov miêu tả khoa học đầu tiên năm 1955.